# Ролф Фрингер
Ролф Фрингер (на немски: Rolf Fringer), роден на 26 януари 1957 г., е австрийски футболен треньор. Води отбора на ФК „Люцерн“.
Бил е треньор на Националния отбор по футбол на Швейцария, „ФФБ Щутгарт“, ФК „Аарау“, ФК „ПАОК“ и др. 